# Hemistola rubricosta
Hemistola rubricosta är en fjärilsart som beskrevs av Louis Beethoven Prout 1916. Hemistola rubricosta ingår i släktet Hemistola och familjen mätare. Inga underarter finns listade i Catalogue of Life.